# Wyeomyia splendida
Wyeomyia splendida is een muggensoort uit de familie van de steekmuggen (Culicidae). De wetenschappelijke naam van de soort is voor het eerst geldig gepubliceerd in 1919 door Bonne-Wepster & Bonne.